# HD 129685
HD 129685 (c2 Centauri) é uma estrela na constelação de Centaurus. Tem uma magnitude aparente visual de 4,92, sendo visível a olho nu em locais sem muita poluição luminosa. Medições de paralaxe indicam que está a uma distância de 231 anos-luz (70,8 parsecs) da Terra. É uma das estrelas observadas pela sonda Hipparcos com a menor variação de magnitude, com amplitude não maior que 0,01.
c2 Centauri é uma estrela de classe A da sequência principal com um tipo espectral de A0V. Tem uma massa de 2,1 vezes a massa solar e uma idade mais provável na faixa de 150 a 470 milhões de anos. Seu raio é equivalente a 2,5 raios solares. Está emitindo 38 vezes a luminosidade solar de sua fotosfera a uma temperatura efetiva de 9 600 K. Não possui estrelas companheiras conhecidas.
Esta estrela emite excesso de radiação infravermelha, indicando que possui um disco de detritos ao seu redor. As emissões são consistentes com um disco com temperatura efetiva de 95,2 K localizado a uma distância média de 52 UA da estrela.